# 이승연 (1977년 1월)
이승연(1977년 1월 21일 ~ )은 대한민국의 배우이다.

## 학력
- 서울예술대학교 연극과 졸업

## 출연작

### 영화
- 2003년 《기억, 발꿈치를 들다》(단편)
- 2005년 《뜨거운 차 한잔》(단편)
- 2005년 《낙원》(단편) ... 여자 역
- 2005년 《어렴풋이 알고 있었어》 ... 이선주 3 역
- 2006년 《투사부일체》 ... 선생 3/3학년 8반 학생들 역
- 2006년 《아주 특별한 손님》 ... 강선희 역
- 2007년 《펀치레이디》 ... 여강사 2 역
- 2008년 《로맨틱 아일랜드》 ... 김 대리 역
- 2008년 《감자 심포니》 ... 김간호사 역
- 2008년 《연인들》(옴니버스)
- 2008년 《멋진 하루》 ... 경마장 여자 역
- 2008년 《똥파리》 ... 상훈 누나 현서 역
- 2009년 《토끼와 리저드》 ... 어린 메이 역
- 2009년 《채식주의자》 ... 수간호사 역
- 2009년 《하모니》 ... 젊은 문옥 역
- 2009년 《웨딩드레스》 ... 소라 담임 역
- 2010년 《굿바이 보이》 ... 춘자 역
- 2010년 《소와 함께 여행하는 법》 ... 문인 후배 역
- 2010년 《이웃집 남자》 ... 순대녀 역
- 2011년 《엄마에게》 ... 영선 역
- 2011년 《핑크》 ... 수진 역
- 2011년 《스파이 파파》 ... 붉은뱀 역
- 2012년 《노리개》 ... 김미현 역
- 2012년 《7번방의 선물》 ... 민환처 역
- 2012년 《터치》 ... 정원엄마 역
- 2012년 《통통한 혁명》 ... 에디터 역
- 2014년 《산다》 ... 수연 역
- 2014년 《숨》
- 2016년 《좋아해줘》 ... 스튜어디스 사무장 역
- 2016년 《커터》 ... 윤재 모 역
- 2016년 《최악의 하루》 ... 유진 역
- 2017년 《여배우는 오늘도》 ... 감독 아내 역
- 2018년 《나들이》 ... 나영란 역
- 2019년 《히치하이크》 ... 영옥 역
- 2019년 《벌새》 ... 은희엄마 역
- 2019년 《완벽한 내일》 ... 미혜 역
- 2020년 《어떤 관계》
- 2021년 《파이터》 ... 진아 어머니 역
- 2021년 《어른들은 몰라요》 ... 승연 역
- 2023년 《길복순》 ... 소라 모 역

### 드라마
- 《SKY 캐슬》 (2018년, OCN) - 황우주의 변호인 역
- 《드라마 스테이지 - 파고》 (2019년, tvN) - 연수 역
- 《언어의 온도 : 우리의 열아홉》 (2020년, 웹드라마) - 김도윤의 어머니 역
- 《아무도 모른다》 (2020년, SBS) - 주동명의 고모 역
- 《유별나! 문셰프》 (2020년, 채널A) - 한미영 역
- 《모범택시》 (2021년, SBS) - 최은주 역
- 《조선 정신과 의사 유세풍 2》 (2023년, tvN) - 서은우의 어머니 역
- 《모범택시 2》 (2023년, SBS) - 최은주 역

### 연극
- 스핑크스, 발코니, 파우스트, 가믄장 아기, 환